# 二水公會堂
二水公會堂是臺灣彰化縣二水鄉的一處公會堂建築，約建於臺灣日治時期1930年，於2017年被公告登錄為彰化縣歷史建築，目前閒置中並有待修復。

## 1.歷史背景
建設起源：
始建於昭和年間約1930年，其興建目的是滿足聚落民眾的需求，用於舉辦大型活動、政府宣導及社會教育活動。
為二水分駐所的附屬保甲事務所，與保甲制度有密切關係。
二水公會堂主要用作保甲會議場所，偶爾用於地方組織的集會。
戰後用途：
二戰後至1976年間，曾由鄉民代表會使用。
1976年後成為中國國民黨民眾服務站，後期改為老人會及消防分隊使用。
2019年公告為歷史建築，但二水公會堂坐落之土地為私有地，地上建物則為縣府所有，而此土地後經法拍而由新地主於2008年9月取得，並曾向縣府提出拆屋還地之訴訟。

## 2.建築設計
設計風格：
結構為紅磚、木材與鋼筋混凝土的混合構造，屬於藝術裝飾風格（Art Deco）。
主入口設計以厚重的雙開門及圓拱形高窗為特色，具有直線硬邊及階梯狀山形牆等特徵。
內部空間：單一大空間，保留講臺，潛藏多樣使用可能性。
集會空間的屋架形式為西式中式桁架，結構單元設計合理，便於開放式使用。
地坪處理為磨石子及地磚，具有實用性與美觀性。
建築平面呈長方形，主入口位於東側山牆，並有「中山堂」之題字。入口牆面的雨遮板上方有三道連續半圓拱圈高窗，窗戶兩側有水平飾帶往左右延伸，兩側各有一半圓拱窗。